# Дзета-функция Дедекинда
Дзета-функция Дедекинда {\displaystyle \zeta _{K}(s)} — это дзета-функция алгебраического числового поля {\displaystyle K}, являющаяся обобщением дзета-функции Римана.

## Определение и основные свойства
Пусть {\displaystyle K} — алгебраическое числовое поле, {\displaystyle s} — комплексное число, тогда
{\displaystyle \zeta _{K}(s)=\sum \limits _{I\subseteq {\mathcal {O}}_{K}}{\frac {1}{(N_{K/\mathbb {Q} }(I))^{s}}}}
где {\displaystyle I} пробегает все ненулевые идеалы кольца целых {\displaystyle {\mathcal {O}}_{K}} поля {\displaystyle K}, {\displaystyle N_{K/\mathbb {Q} }} — абсолютная норма идеала {\displaystyle I} (которая равна индексу {\displaystyle [{\mathcal {O}}_{K}\colon I]}). Этот ряд сходится абсолютно для всех {\displaystyle s\in \mathbb {C} } с действительной частью {\displaystyle \operatorname {Re} (s)>1}.
В общем случае дзета-функция Дедекинда определяется как
{\displaystyle \zeta _{K}(s)=\sum \limits _{\mathfrak {a}}{\frac {1}{N({\mathfrak {a}})^{s}}}}
где {\displaystyle {\mathfrak {a}}} пробегает все целые дивизоры поля {\displaystyle K}, а {\displaystyle N({\mathfrak {a}})} обозначает норму дивизора {\displaystyle {\mathfrak {a}}}.

### Свойства
- Если {\displaystyle K=\mathbb {Q} } — поле рациональных чисел, то {\displaystyle \zeta _{\mathbb {Q} }(s)=\zeta (s)} - дзета-функции Римана.

### Эйлерово произведение
Дзета-функция Дедекинда {\displaystyle K} разлагается в эйлерово произведение по всем простым идеалам {\displaystyle P} кольца {\displaystyle {\mathcal {O}}_{K}}
{\displaystyle \zeta _{K}(s)=\prod \limits _{P\subseteq {\mathcal {O}}_{K}}{\frac {1}{1-{\frac {1}{(N_{K/\mathbb {Q} }(I))^{s}}}}}}
при {\displaystyle \operatorname {Re} (s)>1}.
Эта формула выражает единственность разложения идеала {\displaystyle I} в произведение простых идеалов в дедекиндовом кольце {\displaystyle {\mathcal {O}}_{K}}. При {\displaystyle \operatorname {Re} (s)>1} это произведение ненулевых множителей абсолютно сходится к {\displaystyle \zeta _{K}(s)}, откуда следует, что в этой области {\displaystyle \zeta _{K}(s)\neq 0}.

### Аналитическое продолжение
{\displaystyle \zeta _{K}(s)} имеет аналитическое продолжение на  всю комплексную плоскость, которое является мероморфной функцией, имеющей простой полюс в точке {\displaystyle s=1}.

## Функциональное уравнение
Как и дзета-функция Римана, дзета-функция Дедекинда удовлетворяет некоторому функциональному уравнению, связывающему значения {\displaystyle \zeta _{K}(s)} и {\displaystyle \zeta _{K}(1-s)}. Конкретно, пусть {\displaystyle D(K)} — дискриминант поля {\displaystyle K}, {\displaystyle r} — число действительных вложений, а {\displaystyle t} — число пар комплексно-сопряжённых вложений поля {\displaystyle K} в {\displaystyle \mathbb {C} }. Обозначим
{\displaystyle \Gamma _{\mathbf {R} }(s)=\pi ^{-s/2}\Gamma (s/2)}
{\displaystyle \Gamma _{\mathbf {C} }(s)=2(2\pi )^{-s}\Gamma (s)}
где {\displaystyle \Gamma (s)} — гамма-функция. Тогда функция
{\displaystyle \Lambda _{K}(s)=|D(K)|^{s/2}\Gamma _{\mathbf {R} }^{r}(s)\Gamma _{\mathbf {C} }^{t}(s)\zeta _{K}(s)}
удовлетворяет функциональному уравнению
{\displaystyle \Lambda _{K}(s)=\Lambda _{K}(1-s)}

## Связь с характеристиками поля
Как и дзета-функция Римана, значения дзета-функции Дедекинда заключают в себе (хотя бы гипотетически) важную арифметическую информацию о {\displaystyle K}.
Например, точка {\displaystyle s=1} — простой полюс {\displaystyle \zeta _{K}(s)}, и для поля алгебраических чисел {\displaystyle K} степени {\displaystyle n=r+2t} ({\displaystyle r,t} определены выше) вычет в этой точке равен
{\displaystyle \lim \limits _{s\to 1+0}(s-1)\zeta _{K}(s)={\frac {2^{r+t}\pi ^{t}R(K)}{w(K){\sqrt {|D(K)|}}}}h(K)}
где {\displaystyle h(K)} — число классов дивизоров, {\displaystyle D(K)} — дискриминант поля, {\displaystyle R(K)} - регулятор поля {\displaystyle K}, а {\displaystyle w(K)} — число содержащихся в {\displaystyle K} корней из 1 (порядок подгруппы кручения {\displaystyle {\mathcal {O}}_{K}^{\times }}). Вычет в этой точке дает аналитическую формулу для числа классов.
Другой пример — нуль {\displaystyle s=0}, порядок {\displaystyle u} которого равен рангу группы единиц кольца {\displaystyle {\mathcal {O}}_{K}}. Предел в этой точке равен
{\displaystyle \lim \limits _{s\to 0}s^{-u}\zeta _{K}(s)=-{\frac {h(K)R(K)}{w(K)}}.}
Это следует из функционального уравнения и соотношения {\displaystyle u=r+t-1}.
Из функционального уравнения и того, что {\displaystyle \Gamma (-n)=\infty } для всех натуральных {\displaystyle n} получаем, что {\displaystyle \zeta _{K}(-2n)=0}. {\displaystyle \zeta _{K}(-2n-1)=0} для всех {\displaystyle K}, кроме случая, когда {\displaystyle K} полностью действительно (т.е. когда {\displaystyle t=0}, т.е. когда {\displaystyle K=\mathbb {Q} } или {\displaystyle K=\mathbb {Q} [{\sqrt {d}}],d>0}). В полностью действительном случае, Зигель показал, что {\displaystyle \zeta _{K}(s)} - ненулевое рациональное число для отрицательных нечетных {\displaystyle s}. Стивен Лихтенбаум предложил гипотезу о выражении специальных значений для этих рациональных чисел в терминах алгебраической K-теории поля {\displaystyle K}.

## Связь с дзета- и L-функциями
В случае, когда {\displaystyle K} — абелево расширение {\displaystyle \mathbb {Q} }, его дзета-функция Дедекинда {\displaystyle \zeta _{K}(s)} может быть представлена в виде произведений L-функций Дирихле. К примеру, если {\displaystyle K} — квадратичное поле, то это означает, что
{\displaystyle {\frac {\zeta _{K}(s)}{\zeta _{\mathbb {Q} }(s)}}=L(s,\chi )}
где {\displaystyle \chi } — это символ Якоби, используемый как характер Дирихле. Это соотношение является аналитической переформулировкой квадратичного закона взаимности Гаусса.
В общем случае, если {\displaystyle K} — расширение Галуа поля {\displaystyle \mathbb {Q} } с группой Галуа {\displaystyle G}, то его дзета-функция Дедекинда является L-функцией Артина регулярного представления {\displaystyle G}, а значит разлагается в произведение L-функций Артина неприводимых представлений Артина {\displaystyle G}.
Связь с L-функциями Артина показывает, что если {\displaystyle L/K} — расширение Галуа, то  {\displaystyle {\frac {\zeta _{L}(s)}{\zeta _{K}(s)}}} является голоморфной ({\displaystyle \zeta _{K}(s)} "делит" {\displaystyle \zeta _{L}(s)}). В случае произвольного расширения аналогичное утверждение следует из гипотезу Артина для L-функций
Кроме того, {\displaystyle \zeta _{K}(s)} является дзета-функцией Хассе-Вейля для {\displaystyle \operatorname {Spec} {\mathcal {O}}_{K}} и мотивной L-функцией мотива, приходящего из когомологии {\displaystyle \operatorname {Spec} K}.

## Расширенная гипотеза Римана
Расширенная гипотеза Римана (РГР) утверждает, что для любого алгебраического числового поля {\displaystyle K} если {\displaystyle s} — комплексный корень уравнения {\displaystyle \zeta _{K}(s)=0}, лежащий в так называемой критической полосе {\displaystyle 0\leqslant \operatorname {Re} s\leqslant 1}, то его действительная часть {\displaystyle \operatorname {Re} s={\frac {1}{2}}}.
Обычная гипотеза Римана получается из расширенной для {\displaystyle K=\mathbb {Q} ,{\mathcal {O}}_{K}=\mathbb {Z} }.
Из РГР следует эффективная версия[6] теоремы Чеботарёва о плотности: если {\displaystyle L/K} - конечное расширение Галуа с группой Галуа {\displaystyle G}, и {\displaystyle C} - множество сопряженных классов {\displaystyle G}, число неразветвленных простых чисел в {\displaystyle K} с нормой, не превосходящей {\displaystyle x} с классом сопряженности Фробениуса в {\displaystyle C} растет как
{\displaystyle {\frac {|C|}{|G|}}}{\Bigl (}\mathrm {li} (x)+O{\bigl (}{\sqrt {x}}(n\ln x+\ln |D(K)|){\bigr )}{\Bigr )}
причем константа в {\displaystyle O} абсолютна, {\displaystyle n} - степень расширения {\displaystyle L} над {\displaystyle \mathbb {Q} }, а {\displaystyle D(K)} - дискриминант.